# Dunaferr SE (jégkorong)
A Dunaferr SE jégkorong-szakosztálya egy jelenleg is működő dunaújvárosi jégkorongcsapat, amely csak utánpótlás csapatokat versenyeztet. Felnőtt csapata korábban négyszer nyerte meg a magyar bajnokságot.

## Dunaújvárosi Kohász (1974-1990)
A szakosztályt 1974-ben alapították Dunaújvárosi Kohász SE néven. A csapat az 1973-ban elkészült Dunaújvárosi nyitott jégpályát használta edzésre és a mérkőzések rendezésére. Az 1974. december 22-én rendezték az első Kohász mérkőzést, melyen a KSI serdülő bajnoki mérkőzésen 13-0-ra nyert. Az első bajnoki érmet 1978-ban nyerte a csapat, melyet az úttörő korosztályúak vívtak ki második helyezésükkel. Az 1978-79-es szezonban évtizedek után ismét megrendezték a felnőtt másodosztályú bajnokságot (OB IB néven). Ekkor indult először felnőtt országos bajnokságban dunaújvárosi csapat (korábban szerepeltek a vidékbajnokságban), akik magabiztosan szerezték meg a bronzérmet. A felnőtt csapat még a következő szezonban is indult a második vonalban, de később már nem neveztek ide. A nyolcvanas évek első felében szinte minden évben sikerült valamelyik korosztálynak egy-egy bajnoki dobogós helyezést kivívni.
Az 1985-86-os szezonban indult először az első osztályban a felnőtt csapat. A keret kb. fele volt saját nevelés, míg a többiek olyan játékosok voltak, akik korábbi csapatukban már vagy még nem kaptak elegendő lehetőséget. A csapatot ekkor Kercsó Árpád trenírozta, aki az utánpótlást is vezette a továbbiakban. A felnőttek az alapszakasz negyedik helyét szerezték meg és az alsóházi rájátszásban is sikerült ezt a helyet megtartani.  1985 novemberében Póznik György lett az első dunaújvárosi válogatott játékos, majd 1986 januárjában Heffler Zsolt a dunaújvárosi nevelésűek közül elsőként lett válogatott.
Az utánpótlásban az alapoktól kezdődött minden, csak az ifi csapat indulhatott, míg a következő szezonban (86-87) már csak az előkészítősök, akik között háromsornyi, későbbi felnőtt válogatott játékos szerepelt. Az OB I-es csapat a későbbiekben már nem tudta megtartani az élcsapatok mögötti helyét. 1987-ben és 1988-ban is csak az utolsó előtti helyre futotta tőlük. Az 1988-89-es szezonban a Kohász már nem indította el felnőtt csapatát, amely három szezonon át Sziketherm HC néven szerepelt az első osztályú bajnokságban, mindannyiszor az utolsó helyen végezve. Mindeközben az új generáció magabiztosan nyerte korosztályának bajnokságait.

## Dunaferr SE (1990–2011)
A gyár 1990-ben a kor követelményeinek megfelelően új nevet választott, így az egyesület Dunaferr néven szerepelt tovább. Az 1993-94-es szezonban tette meg első szárnypróbálgatásait a felnőttek között az ifi bajnokságot veretlenül nyerő csapat. A magyar kupában, a negyeddöntőben a bajnok Ferencváros csak büntetőlövésekkel tudott továbbjutni ellenük, az OB I-ben pedig a harmadik helyen végeztek. Az egy évvel később újra a dobogó harmadik fokán végeztek. Az 1995–96-os magyar jégkorongbajnokságban ért először csúcsra a gárda, amely veretlenül lett magyar bajnok. Ezt a sikert ismételték meg 1998-ban, 2000-ben és 2002-ben, míg a kimaradó években 2003-ig ezüstérmesek voltak. A 2003-04-es szezonban a gyár már nem vállalta felnőtt csapat finanszírozását, így a játékosok a Dunaújvárosi AC-ben folytatták pályafutásukat. Az utánpótlás csapatait 2011-ig működtette a szakosztály.

## A csapat sikerei
- Magyar bajnokság: 4-szeres győztese
  - 1995/96, 1997/98, 1999/00, 2001/02
- Magyar bajnokság: 4-szeres ezüstérmese
  - 1996/97, 1998/99, 2000/01, 2002/03
- Magyar bajnokság: 2-szeres bronzérmese
  - 1993/94, 1994/95

## A csapat válogatott játékosai
| - Ancsin János - Bali Zsolt - Berényi Norbert - Borbás Gergely - Dobos Tamás - Erdősi Péter - Faragó Gyula | - Gebei Péter - Halmosi Tamás - Heffler Zsolt - Holló István - Horváth András - Kaszala János - Kővágó Kristóf | - Ladányi Balázs - Lencsés Tamás - Merényi Pál - Orsó László - Peterdi Imre - Póznik György - Sándor Szilárd | - Simon Csaba - Szanyi László - Szélig Viktor - Szilassy Zoltán - Tokaji Viktor - Tőkési Lajos - Vas Márton |

## A felnőtt csapat edzői

### Dunaújvárosi Kohász
| Szezon                | Vezetőedző                     |
| --------------------- | ------------------------------ |
| 1985/1986 - 1986/1987 | Kercsó Árpád                   |
| 1987/1988             | Böröndi Károly, Szilágyi János |

### Dunaferr SE
| Szezon                | Vezetőedző       |
| --------------------- | ---------------- |
| 1993/1994 - 1996/1997 | Kercsó Árpád     |
| 1996/1997             | Kercsó Csaba     |
| 1997/1998 - 1999/2000 | Robert Spisak    |
| 2000/2001             | Julius Kovac     |
| 2000/2001             | Vladimír Matejov |
| 2001/2002 - 2002/2003 | Dusan Kapusta    |

## Kapcsolódó
- Dunaújvárosi Acélbikák